# السمریه
السمریه یک منطقهٔ مسکونی در قطر است که در شهرداری الشحانیه واقع شده‌است. السمریه ۵۰٫۱ کیلومتر مربع مساحت دارد.